# HD 40979
HD 40979 — тройная звезда в созвездии Возничего на расстоянии приблизительно 111 световых лет (около 34 парсек) от Солнца. Возраст звезды определён как около 1,48 млрд лет.
Вокруг звезды обращается, как минимум, одна планета.

## Характеристики
Первый компонент (HD 40979A) — жёлто-белая звезда спектрального класса F8V, или F8. Видимая звёздная величина звезды — +6,74m. Масса — около 1,1 солнечной, радиус — около 1,26 солнечного, светимость — около 1,96 солнечной. Эффективная температура — около 6028 K.
Второй компонент (HD 40979B) — оранжевый карлик спектрального класса K5. Видимая звёздная величина звезды — +9,222m. Масса — около 0,833 солнечной, радиус — около 0,78 солнечного, светимость — около 0,301 солнечной. Эффективная температура — около 4754 K. Удалён на 192,5 угловой секунды.
Третий компонент (HD 40979C) — красный карлик спектрального класса M. Видимая звёздная величина звезды — +12m. Масса — около 0,38 солнечной. Удалён от второго компонента на 3,8 угловой секунды.

## Планетная система
В 2002 году группой астрономов было объявлено об открытии планеты HD 40979 b.
В 2019 году учёными, анализирующими данные проектов HIPPARCOS и Gaia, у звезды обнаружена планета HIP 28767 c.